# 陳綬 (建文進士)
陳綬（1366年—？），字章美，福建建寧府甌寧縣人，明朝政治人物。

## 生平
十月初五日生，行十。治《易經》。建文元年（1399年），由縣學生中式己卯科福建鄉試第十八名舉人。會試中式第一百一名。建文二年，中式庚辰科第三甲第二十八名進士。授休宁知县。

## 家族
曾祖陳本道；祖陳恭實；父陳敬德；母張氏。永感下，妻。